# 오제형
오제형(吳濟亨, 1973년 1월 26일 ~ )은 한때 가수 활동한 대한민국의 남성 가수 겸 뮤지컬 배우이며 텔레비전 연기자 겸 기업가이다.

## 주요 경력
1994년 토요일 토요일은 즐거워에 내한 아티스트 통역을 하다가 VJ 발탁되어 현대방송 연예특급에서 활동하다가, SBS 시트콤 LA 아리랑에 전격 캐스팅 되면서 배우로 활동하기 시작했다. 이후 남자셋, 여자셋폭소하이스쿨등 코미디 연기를 선보이다가 SBS 한밤의 tv 연예에 해외 전문 리포터로 활동하면서, Celine Dion, Will Smith 등 해외 스타들을 인터뷰했다. 한국에서 태어나 자랐음에도 불구하고 뛰어난 영어 실력을 자랑하여 많은 화제를 모으기도 했다.

## 생애
1994년에 뮤지컬배우 첫 데뷔를 하였고 1995년에 비디오 자키 데뷔하였으며 1996년 가수 데뷔하였다. 신장은 183cm이고 체중은 82kg인 그는 미국 유학을 거쳐 캐나다 유학을 한 전력이 있고 일렉트릭 기타·피아노·전자 키보드 연주와 영어·프랑스어·스페인어 회화와 뮤지컬 연기와 성악에 특기가 있다.

## 디스코그래피

### 정규 앨범
- 1996년 《오제형 1집》 ... 〈두근두근〉이라는 히트곡 작품이 수록

## 출연작

### 뮤지컬
- 1994년 《아가씨와 건달들》 ... 베니 사우드스트릿 역(남자 조연)

### 영화
- 2009년 《여배우들》

### TV 프로그램
- 1995년 : KMTV 프로그램 《새 얼굴 새 노래》
- 1996년 : SBS 프로그램 《폭소하이스쿨》
- 1997년 : KBS 《가족오락관》
- 2000년 : MBC 프로그램 《웹 투나잇》
- 2000년 : KBS 프로그램 《행복채널》
- 2000년 : SBS 프로그램 《좋은 아침》
- 2000년 : MBC 프로그램 《박상원의 아름다운 TV 얼굴》
- 2009년 : MBC 프로그램 《세바퀴》
- 2012년 : tvN 프로그램 《토크앤시티》

### 라디오 프로그램
- 2002년 : EBS FM 《라디오 EBS 팝스 잉글리시》
- 2015년 : EBS FM 《EBS 책 읽는 라디오 낭독 시리즈》

### TV 시리즈
- 1996년 : SBS 시트콤 《LA 아리랑》
- 1996년 : MBC 시트콤 《남자 셋 여자 셋》
- 1997년 : SBS 드라마 《아름다운 그녀》
- 1998년 : SBS 시트콤 《순풍 산부인과》
- 1999년 : MBC 시트콤 《점프》
- 2008년 : MBC 시트콤 《그분이 오신다》
- 2009년 : tvN 시트콤 《세 남자》

### 웹 예능
- 2016년 : 네이버TV 《국.화.수》

## 기타 이력
- FN5 대표
- 프레싱크 CEO 대표이사